# Wolfgang Schieder

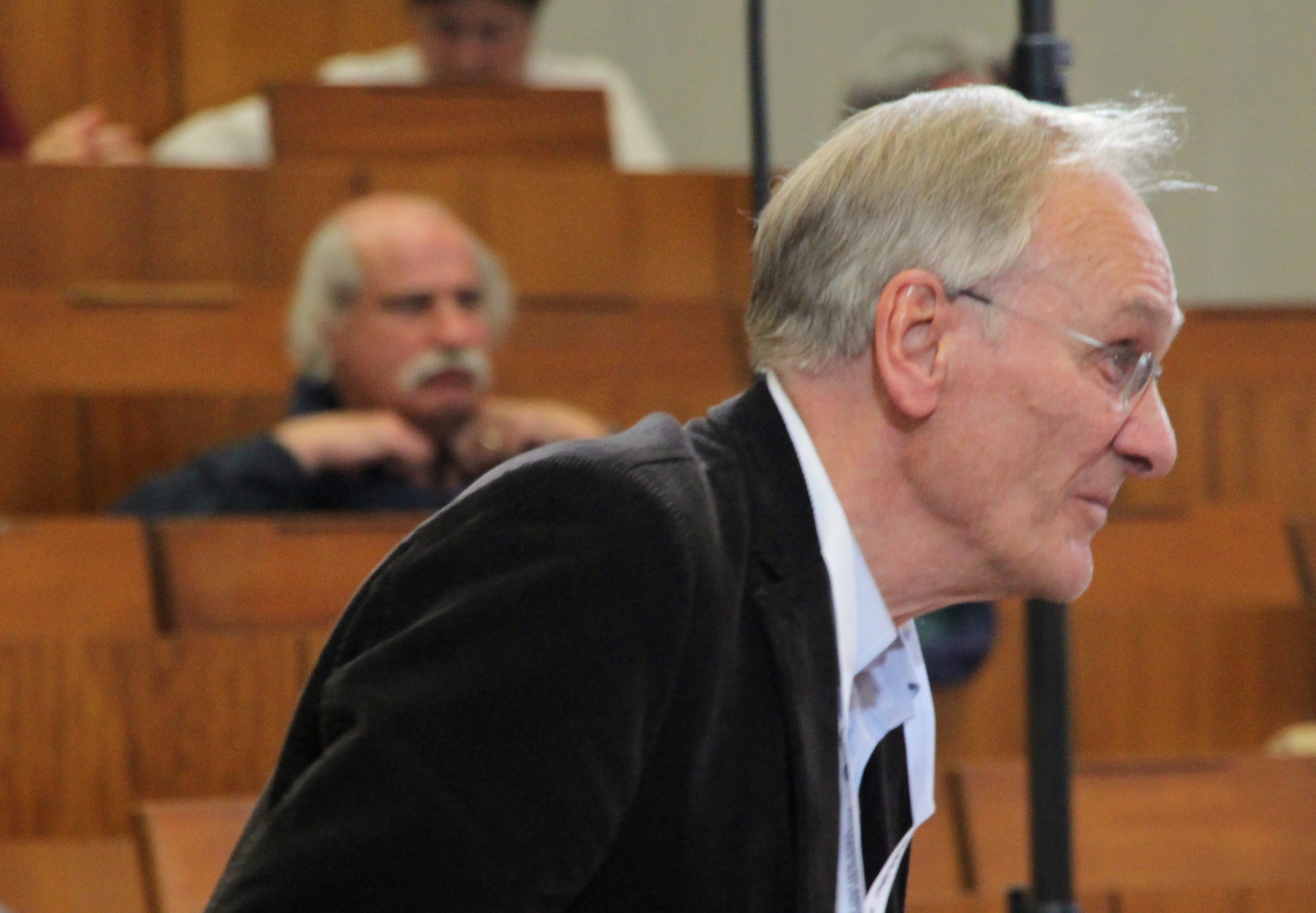
Wolfgang Schieder auf dem Göttinger Historikertag 2014

Wolfgang Schieder (* 2. September 1935 in Königsberg) ist ein deutscher Historiker. Von 1991 bis 2000 lehrte er als Professor für Neuere und Neueste Geschichte an der Universität zu Köln.

## Leben und Wirken
Wolfgang Schieder wurde geboren als Sohn des Historikers Theodor Schieder und dessen Ehefrau Eva, geb. Rogalsky, und wuchs in Königsberg auf. Anfang 1944 flüchtete die Familie nach Bayern. Schieder besuchte die Schulen in Kempten (Allgäu) und Köln, wo er 1954 das Abitur ablegte. Im selben Jahr begann er ein Studium der Geologie an der Universität zu Köln, das er nach zwei Semestern jedoch aufgab. Er wechselte zu den Fächern Geschichte und Germanistik und studierte zwei Semester an der Albert-Ludwigs-Universität Freiburg, danach an der Westfälischen Wilhelms-Universität Münster u. a. bei Werner Conze, dem er 1957 an die Ruprecht-Karls-Universität Heidelberg folgte. 1959 bestand er das Staatsexamen für Gymnasien in den Fächern Geschichte und Germanistik.
Es folgte eine Anstellung als Assistent am Historischen Seminar der Universität Heidelberg von 1960 bis 1967. 1962 wurde er mit den Fächern Mittlere und Neuere Geschichte, Neuere Deutsche Literaturwissenschaft und Wirtschaftsgeschichte und der Schrift Anfänge der deutschen Arbeiterbewegung. Die Auslandsvereine im Jahrzehnt nach der Julirevolution von 1830 promoviert. In den Jahren 1965 bis 1967 war er, beurlaubt vom Historischen Seminar, am Deutschen Historischen Institut in Rom tätig. Von 1968 bis 1970 forschte er mit einem Stipendium der Deutschen Forschungsgemeinschaft.
Schieder wurde 1970 als Professor für Neuere Geschichte an die Universität Trier berufen, wo er bis 1991 lehrte. In diesen Jahren nahm er Forschungsaufenthalte in Berlin, Japan und an der Universität Jerusalem wahr. 1974 gründete Schieder gemeinsam mit Jens Petersen die Arbeitsgemeinschaft für die Neueste Geschichte Italiens, die er bis 2000 leitete. 1991 folgte Schieder einem Ruf auf eine Professur für Neuere und Neueste Geschichte an die Universität zu Köln und lehrte dort bis zu seiner Emeritierung im Jahr 2000.
Im Jahre 1993 weilte er als Gastprofessor an der Universität Aarhus. Von 1997 bis Ende 2005 leitete er mit Reinhard Rürup im Auftrag des Präsidenten der Max-Planck-Gesellschaft die Kommission zur Erforschung der Geschichte der Kaiser-Wilhelm-Gesellschaft im Nationalsozialismus. Im März 2003 wurde er von Bundesforschungsministerin Edelgard Bulmahn zum Vorsitzenden des Stiftungsrates der neu gegründeten Stiftung Deutsche Geisteswissenschaftliche Institute im Ausland (DGIA) bestellt und in dieser Funktion im November 2006 bestätigt. 2009 wurde Schieder Co-Vorsitzender der neu geschaffenen deutsch-italienischen Historikerkommission. Er war zwischen 1994 und 2006 Mitglied und zuletzt Vorsitzender des Fachbeirats des Max-Planck-Instituts für Geschichte in Göttingen.
1995 wurde Schieder mit einem Ehrendoktorat der Universität Bologna ausgezeichnet. 2009 erhielt er das Verdienstkreuz 1. Klasse der Bundesrepublik Deutschland. 2012 wurde ihm das Offizierskreuz des Verdienstordens der Italienischen Republik verliehen.
Zu den Schwerpunkten der wissenschaftlichen Arbeit Wolfgang Schieders zählen italienische Zeitgeschichte, vergleichende Faschismusforschung sowie deutsche und europäische Sozialgeschichte des 19. und 20. Jahrhunderts.

## Schriften (Auswahl)
Für ein vollständiges, auf der Website Schieders zugängliches Schriftenverzeichnis siehe hier.
Monographien
- Anfänge der deutschen Arbeiterbewegung. Die Auslandsvereine im Jahrzehnt nach der Julirevolution von 1830 (= Industrielle Welt. Band 4, ZDB-ID 504104-1). Klett, Stuttgart 1963 (Zugleich: Heidelberg, Universität, Dissertation, 27. Juli 1962, Überarbeitung).
- Karl Marx als Politiker. Piper, München u. a. 1991, ISBN 3-492-03220-6.
- Religion und Revolution. Die Trierer Wallfahrt von 1844. SH-Verlag, Vierow bei Greifswald 1996.
- Faschistische Diktaturen. Studien zu Italien und Deutschland. Wallstein, Göttingen 2008, ISBN 978-3-8353-0358-4 (Rezension).
- Der militärisch-industriell-wissenschaftliche Komplex im „Dritten Reich“. Das Beispiel der Kaiser-Wilhelm-Gesellschaft. In: Noyan Dinçkal, Christof Dipper, Detlev Mares (Hrsg.): Selbstmobilisierung der Wissenschaft. Technische Hochschulen im „Dritten Reich“. Wissenschaftliche Buchgesellschaft, Darmstadt 2010, ISBN 978-3-534-23285-7, S. 47–62.
- Der italienische Faschismus. 1919–1945 (= Beck’sche Reihe. Band 2429). Beck, München 2010, ISBN 978-3-406-60766-0.
- Mythos Mussolini. Deutsche in Audienz beim Duce. Oldenbourg, München 2013, ISBN 978-3-486-70937-7 (Rezension).
- Benito Mussolini (= C. H. Beck Wissen. Band 2835). Beck, München 2014, ISBN 978-3-406-66982-8.
- Adolf Hitler – Politischer Zauberlehrling Mussolinis, De Gruyter/Oldenbourg, Berlin 2017, ISBN 978-3-11-052975-3.
- Ein faschistischer Diktator. Adolf Hitler – Biografie, Wissenschaftliche Buchgesellschaft, Darmstadt 2023, ISBN 978-3-534-27633-2.

Herausgeberschaften
- Erster Weltkrieg. Ursachen, Entstehung und Kriegsziele (= Neue wissenschaftliche Bibliothek. Band 32, Geschichte. ISSN 0548-3018). Kiepenheuer & Witsch, Köln u. a. 1969.
- mit Christof Dipper: Der Spanische Bürgerkrieg in der internationalen Politik (1936–1939). 13 Aufsätze (= Nymphenburger Texte zur Wissenschaft. Modelluniversität. Band 23). Nymphenburger Verlags-Handlung, München 1976, ISBN 3-485-03223-9.
- Faschismus als soziale Bewegung. Deutschland und Italien im Vergleich (= Historische Perspektiven. Band 3). Hoffmann und Campe, Hamburg 1976, ISBN 3-455-09199-7, 2. Auflage (= Kleine Vandenhoeck-Reihe. Band 1492). Vandenhoeck & Ruprecht, Göttingen 1983, ISBN 3-525-33485-0).
- mit Wolfgang Frühwald: Leben im Exil. Probleme der Integration deutscher Flüchtlinge im Ausland, 1933–1945 (= Historische Perspektiven. Band 18). Hoffmann & Campe, Hamburg 1981, ISBN 3-455-09253-5.
- Liberalismus in der Gesellschaft des deutschen Vormärz (= Geschichte und Gesellschaft. Sonderheft 9). Vandenhoeck & Ruprecht, Göttingen 1983, ISBN 3-525-36408-3.
- Literatur und Sozialgeschichte (= Geschichte und Gesellschaft. Jg. 9, Heft 1). Vandenhoeck & Ruprecht, Göttingen 1983.
- Faschismus in autoritären Systemen (= Geschichte und Gesellschaft. Jg. 12, Heft 2). Vandenhoeck & Ruprecht, Göttingen 1986.
- mit Volker Sellin: Sozialgeschichte in Deutschland. Entwicklungen und Perspektiven im internationalen Zusammenhang. 4 Bände. Vandenhoeck & Ruprecht, Göttingen 1986–1987;
  - Band 1: Die Sozialgeschichte innerhalb der Geschichtswissenschaft (= Kleine Vandenhoeck-Reihe. Band 1517). 1986, ISBN 3-525-33520-2;
  - Band 2: Handlungsräume des Menschen in der Geschichte (= Kleine Vandenhoeck-Reihe. Band 1518). 1986, ISBN 3-525-33521-0;
  - Band 3: Soziales Verhalten und soziale Aktionsformen in der Geschichte (= Kleine Vandenhoeck-Reihe. Band 1523). 1987, ISBN 3-525-33528-8;
  - Band 4: Soziale Gruppen in der Geschichte (= Kleine Vandenhoeck-Reihe. Band 1531). 1987, ISBN 3-525-33539-3.
- Volksreligiosität in der modernen Sozialgeschichte (= Geschichte und Gesellschaft. Sonderheft 11). Vandenhoeck & Ruprecht, Göttingen 1986, ISBN 3-525-36410-5.
- Hexenverfolgung in der dörflichen Gesellschaft (= Geschichte und Gesellschaft. Jg. 16, Heft 1). Vandenhoeck & Ruprecht, Göttingen 1990.
- Evangelische Kirche nach dem Nationalsozialismus (= Geschichte und Gesellschaft. Jg. 18, Heft 1). Vandenhoeck & Ruprecht, Göttingen 1992.
- Die NSDAP als faschistische „Volkspartei“ (= Geschichte und Gesellschaft. Jg. 19, Heft 2). Vandenhoeck & Ruprecht, Göttingen 1993.
- Italien im 19. und 20. Jahrhundert – ein „Sonderweg“? (= Geschichte und Gesellschaft. Jg. 26, Heft 2). Vandenhoeck & Ruprecht, Göttingen 2000.
- mit Dietrich Papenfuß: Deutsche Umbrüche im 20. Jahrhundert. Böhlau, Köln u. a. 2000, ISBN 3-412-08500-6.
- mit Alexander Nützenadel: Zeitgeschichte als Problem. Nationale Traditionen und Perspektiven der Forschung in Europa (= Geschichte und Gesellschaft. Sonderheft 20). Vandenhoeck & Ruprecht, Göttingen 2004, ISBN 3-525-36420-2.
- mit Achim Trunk: Adolf Butenandt und die Kaiser-Wilhelm-Gesellschaft. Wissenschaft, Industrie und Politik im „Dritten Reich“ (= Geschichte der Kaiser-Wilhelm-Gesellschaft im Nationalsozialismus. Band 7). Wallstein, Göttingen 2004, ISBN 3-89244-752-7.